# Arthur Lange
Pour les articles homonymes, voir Lange.
Arthur Lange, né le 16 avril 1889 à Philadelphie (Pennsylvanie) et mort le 7 décembre 1956 à Washington (district de Columbia), est un compositeur, chef d'orchestre et arrangeur américain.

## Biographie
Au théâtre à Broadway (New York), Arthur Lange collabore à des productions représentées entre 1914 et 1928, principalement comme orchestrateur de comédies musicales et revues.
Puis il intègre Hollywood, composant des musiques (parfois additionnelles) pour plus de cent films américains, depuis Hollywood chante et danse de Charles Reisner (1929) jusqu'à Les Géants du cirque de James Edward Grant (1954) — outre des fonctions de directeur musical et d'arrangeur —.
Parmi ses films notables, mentionnons Jeunes filles modernes de Jack Conway (1929), Le Monde en marche de John Ford (1934), Casanova le petit de Sam Wood (1944) et Nuit de noces mouvementée de Richard Whorf (1951).
À noter qu'il tient un petit rôle de chef d'orchestre dans Le Metteur en scène d'Edward Sedgwick (1930).
Toujours comme chef d'orchestre, de 1947 jusqu'à sa mort en 1956 (à 67 ans), il dirige le Santa Monica Civic Symphony.
Dans les années 1940, Arthur Lange obtient cinq nominations à l'Oscar de la meilleure musique de film (voir détails ci-dessous), notamment pour Casanova le petit précité, mais sans en gagner.

## Théâtre à Broadway (intégrale)
(comme orchestrateur, sauf mention contraire)
- 1914 : Das Fürstenkind (Maids of Athens), opérette, musique de Franz Lehár, livret original de Victor Léon, adaptation de Carolyn Wells, mise en scène de George F. Marion (comme auteur de musique additionnelle)
- 1920 : What's in a Name?, revue, musique de Milton Ager, lyrics, livret et mise en scène de John Murray Anderson
- 1920 : Little Miss Charity, comédie musicale, musique de S. R. Henry et M. Savin, lyrics et livret d'Edward Clark
- 1921 : The Right Girl, comédie musicale, musique de Percy Wenrich, lyrics et livret de Raymond Peck
- 1923 : Helen of Troy, New York, comédie musicale, musique et lyrics de Bert Kalmar et Harry Ruby, livret de Marc Connelly et George S. Kaufman
- 1923 : Earl Carroll's Vanities of 1923, revue, musique, lyrics et livret d'Earl Carroll
- 1924 : Fashions of 1924, revue, musique de Ted Snyder, lyrics de Harry B. Smith, livret de divers auteurs
- 1927-1928 : Sidewalks of New York, comédie musicale, musique, lyrics et livret d'Eddie Dowling et Jimmy Hanley (comme directeur musical)

## Filmographie partielle

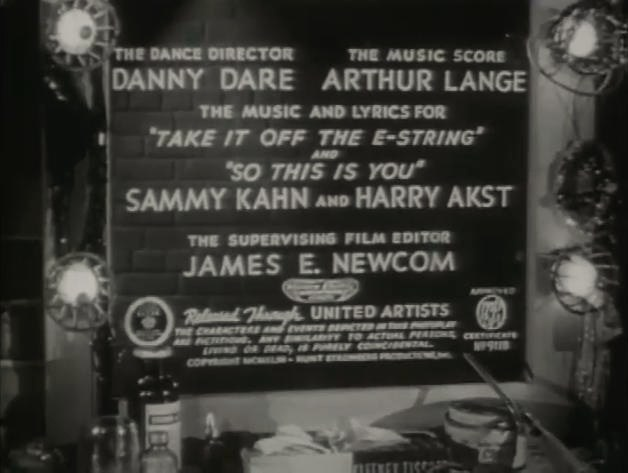
L'Étrangleur (1943) :
Extrait du générique de début

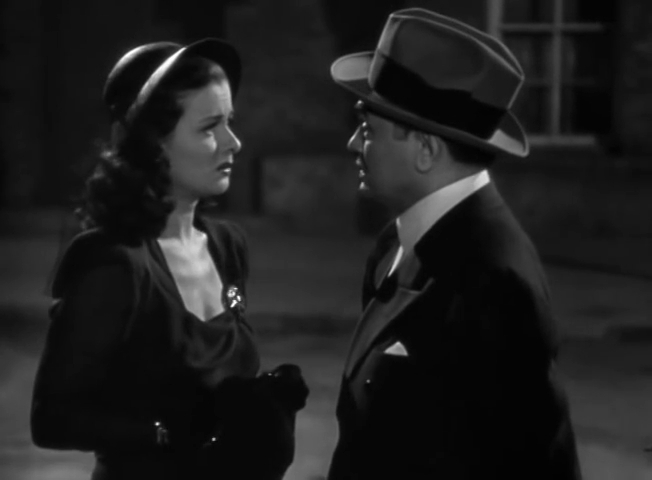
La Femme au portrait (1944) :
Joan Bennett et Edward G. Robinson

### Comme compositeur
- 1929 : Hollywood chante et danse (The Hollywood Revue of 1929) de Charles Reisner
- 1929 : L'Île mystérieuse (The Mysterious Island) de Lucien Hubbard
- 1929 : Jeunes filles modernes (Our Modern Maidens) de Jack Conway
- 1930 : Le Metteur en scène (Free and Easy) d'Edward Sedgwick
- 1931 : The Common Law de Paul Ludwig Stein
- 1931 : The Tip-Off d'Albert S. Rogell
- 1932 : La Belle Nuit (This Is the Night) de Frank Tuttle
- 1933 : Mystérieux Week-end (Broadway Bad) de Sidney Lanfield
- 1933 : Fille de feu (Hot Pepper) de John G. Blystone
- 1933 : Arizona to Broadway de James Tinling
- 1933 : Cavalcade de Frank Lloyd
- 1933 : Jimmy and Sally de James Tinling
- 1934 : Le Ministère des amusements (Stand Up and Cheer!) de Hamilton MacFadden
- 1934 : Marie Galante de Henry King
- 1934 : Orient-Express de Paul Martin
- 1934 : Le Monde en marche (The World Moves On) de John Ford
- 1934 : Grand Canary d'Irving Cummings
- 1935 : Boucles d'or (Curly Top) d'Irving Cummings
- 1935 : L'Enfer (Dante's Inferno) de Harry Lachman
- 1935 : Les Nuits de la pampa (Under the Pampas Moon) de James Tinling
- 1936 : Le Grand Ziegfeld (The Great Ziegfeld) de Robert Z. Leonard
- 1936 : Saint-Louis Blues de John Cromwell
- 1936 : La Brute magnifique (The Magnificent Brute) de John G. Blystone
- 1936 : White Hunter d'Irving Cummings
- 1936 : C'était inévitable (It Had to Happen) de Roy Del Ruth
- 1937 : Jeux de dames (Wife, Doctor and Nurse) de Walter Lang
- 1937 : Aventure en Espagne (Love Under Fire) de George Marshall
- 1937 : Sa dernière chance (This Is My Affair) de William A. Seiter
- 1938 : Le Proscrit (Kidnapped) d'Alfred L. Werker
- 1938 : Patrouille en mer (Submarine Patrol) de John Ford
- 1939 : The Great Victor Herbert d'Andrew L. Stone
- 1942 : La Pagode en flammes (China Girl) de Henry Hathaway
- 1943 : Maîtres de ballet (The Dancing Masters) de Malcolm St. Clair
- 1943 : L'Étrangleur (Lady of Burlesque) de William A. Wellman
- 1943 : Banana Split de Busby Berkeley
- 1943 : L'Île aux plaisirs (Coney Island) de Walter Lang
- 1944 : Buffalo Bill de William A. Wellman
- 1944 : Casanova le petit (Casanova Brown) de Sam Wood
- 1944 : Pin Up Girl d'H. Bruce Humberstone
- 1944 : La Femme au portrait (The Woman in the Window) de Fritz Lang
- 1944 : La Belle de l'Alaska (Belle of the Yukon) de William A. Seiter
- 1945 : Le Grand Bill (Along Came Jones) de Stuart Heisler
- 1946 : Rendezvous 24 de James Tinling
- 1946 : Deux Nigauds dans le manoir hanté (The Time of Their Lives) de Charles Barton
- 1948 : L'Archange de Brooklyn (Texas, Brooklyn and Heaven) de William Castle
- 1948 : Vous qui avez vingt ans (Enchantment) d'Irving Reis
- 1950 : Dans l'ombre de San Francisco (Woman on the Run) de Norman Foster
- 1951 : The Lady Says No de Frank Ross
- 1951 : Nuit de noces mouvementée (The Groom Wore Spurs) de Richard Whorf
- 1952 : Big Jim McLain d'Edward Ludwig
- 1952 : L'Ange des maudits (Rancho Notorious) de Fritz Lang
- 1952 : The Pride of St. Louis de Harmon Jones
- 1953 : Les Pillards de Mexico (Plunder of the Sun) de John Farrow
- 1953 : La Loi du scalp (War Paint) de Lesley Selander
- 1953 : Aventure dans le Grand Nord (Island in the Sky) de William A. Wellman
- 1954 : Le tueur porte un masque (The Mad Magician) de John Brahm
- 1954 : Les Géants du cirque (Ring of Fear) de James Edward Grant
- 1954 : La Patrouille infernale (Beachhead) de Stuart Heisler

### Comme acteur
- 1930 : Le Metteur en scène (Free and Easy) d'Edward Sedgwick : le chef d'orchestre (lui-même)

## Récompenses et distinctions
- Cinq nominations à l'Oscar de la meilleure musique de film :
  - En 1940, pour The Great Victor Herbert (comme adaptateur) ;
  - En 1944, pour L'Étrangleur ;
  - En 1945, pour Casanova le petit ;
  - En 1946, pour Belle of the Yukon (comme adaptateur) et La Femme au portrait.